# Avi Wigderson
Avi Wigderson (hébreu : אבי ויגדרזון), né le 9 septembre 1956 à Haifa, en Israël, est un mathématicien et informaticien théorique israélien. Il est professeur à l'Institute for Advanced Study de Princeton. Ses domaines de recherche sont notamment la théorie de la complexité, les algorithmes parallèles (en), la théorie des graphes, la cryptographie, le calcul distribué et les réseaux de neurones artificiels.

## Biographie
Wigderson est diplômé en 1980 du Technion à Haïfa, Israël puis part à l'Université de Princeton où il reçoit son doctorat en 1983 avec une thèse sur la théorie de la complexité des algorithmes sous la direction de Richard Lipton. Après un passage à l'Université de Californie à Berkeley, à l'IBM Almaden Research Center à San José (Californie) et au Mathematical Sciences Research Institute de Berkeley, il rejoint l'université hébraïque de Jérusalem en 1986. En 1999 il rentre à l'Institute for Advanced Study (IAS) et il quitte en 2003 l'Université hébraïque de Jérusalem pour rester à plein temps à l'IAS.

## Récompenses
Wigderson reçoit en 1994 le prix Nevanlinna pour son travail sur la théorie de la complexité des algorithmes.
Il reçoit en 2009 avec Omer Reingold et Salil Vadhan le prix Gödel pour leur travail sur le produit zig-zag de graphes, une méthode pour combiner plusieurs petits graphes pour en créer des plus grands utilisés dans la construction de graphes expanseurs (expander graph).
Il reçoit le prix Knuth en 2019.
Le 17 mars 2021, avec László Lovász, il reçoit le Prix Abel.
Wigderson reçoit le prix Turing 2023 de l'Association for Computing Machinery pour avoir remodelé notre compréhension du hasard dans l'informatique théorique.